# Itō Kanji
Itō Kanji (いとうかんじ), surnommé Ludovikito au sein du mouvement espérantiste, né le 15 janvier 1918 et mort le 25 avril 2005 à Kyoto, est un espérantiste japonais, qui a consacré sa vie à réunir les écrits et discours de Louis-Lazare Zamenhof et à les commenter (49 volumes, soit plus de 20 000 pages).